# 코너 오길비
코너 스튜어트 오길비(영어: Connor Stuart Ogilvie, 1996년 2월 14일 ~ )는 잉글랜드의 축구 선수이다. 포지션은 레프트 백이며, 센터 백 포지션도 소화 할 수 있다. 현재 소속팀은 포츠머스 FC이다.